# Байер, Марсель
Марсель Байер (нем. Marcel Beyer; род. 23 ноября 1965, Тайльфинген) — немецкий поэт, писатель и переводчик.

## Биография
Детство Байера прошло в Киле, затем он переехал в Зиген, а чуть позже в Кёльн. Его первые творческие опыты несли на себе отпечаток стилевых исканий в духе «перформанса» (сборники Obsession, 1987; Kleine Zahnpasta. Poems 1987—1989, 1989; Walkmännin, 1991 и др.)
В 1987—1992 гг. изучал в Зигенском университете англистику, германистику и литературоведение. Магистерская степень за работу о крупнейшей австрийской поэтессе XX в. Фридерике Майрёккер. Начиная с 1989 г. занимается издательской деятельностью и сотрудничает с журналами в области музыки и литературы («Konzepte», «Spex»). Помимо этого, в 1996 и 1998 гг. Байер занимал должность так называемого «writer in residence» в университетах Лондона и Ковентри.

В 1991 г. вышел в свет его первый роман «Человеческое мясо» («Das Menschenfleisch») — «виртуозно аранжированный коллаж цитат из пространства поп-культуры, филологической теории и повествовательной стратегии» (Х. Бёттигер). В 1995 г. был опубликован его второй роман «Летучие собаки» («Flughunde»), сделавший писателя по-настоящему знаменитым.
В 1996 г. Байер из Кёльна переселился в Дрезден, из Западной Германии в Восточную, начав новый этап своей творческой биографии.

## Наиболее значимые произведения
- Das Menschenfleisch — роман (1991) ISBN 3-518-40329-X
- Flughunde (1995) — роман ISBN 3-518-40684-1
- Falsches Futter — лирика (1997) ISBN 3-518-12005-0
- Spione — роман (2000)
- Erdkunde — лирика (2002)
- Vergeßt mich — повесть 2006
- Kaltenburg — роман (2008)

## Переводы
Переводил Гертруду Стайн и Майкла Хофмана.

## Публикации на русском языке
- Летучие собаки. — СПб. : Амфора, 2004. — 303 с. ISBN 5-94278-645-3, 3-518-39126-7

## Отдельные награды и литературные стипендии
- 1991 Rolf-Dieter-Brinkmann-Stipendium
- 1991 Ernst-Willner-Preis beim Ingeborg-Bachmann-Wettbewerb in Klagenfurt
- 1992 Förderpreis des Landes Nordrhein-Westfalen
- 1995 Deutscher Kritikerpreis
- 1996 Berliner Literaturpreis
- 1997 Премия Уве Йонсона
- 2001 Heinrich-Böll-Preis
- 2003 Friedrich-Hölderlin-Preis der Stadt Tübingen
- 2004 Spycher: Literaturpreis Leuk
- 2006 Erich-Fried-Preis
- 2008 Joseph-Breitbach-Preis
- 2014 Премия Генриха Клейста